# Сан-Северино-Марке
Сан-Северино-Марке (итал. San Severino Marche) — коммуна в Италии, располагается в регионе Марке, в провинции Мачерата.
Население составляет 13 210 человек (2008 г.), плотность населения составляет 66 чел./км². Занимает площадь 193 км². Почтовый индекс — 62027. Телефонный код — 0733.
Покровителем коммуны почитается святой Северин из Септемпеды, празднование 8 июня.

## Демография
Динамика населения:

## Администрация коммуны
- Официальный сайт: http://www.comune.sanseverinomarche.mc.it